# إلكترونيات جزيئية القياس
الإلكترونيات جزيئية القياس، والتي تسمى أيضًا إلكترونيات أحادية الجزيء، هي فرع من التكنولوجيا النانوية التي تستخدم جزيئات مفردة، أو تجمعات نانوية للجزيئات المفردة، بمثابة مكونات إلكترونية. نظرًا لأن الجزيئات المفردة تشكل أصغر هياكل مستقرة من الممكن تخيلها، فإن هذا التصغير هو الهدف النهائي لتقليص الدارات الكهربائية.
غالبًا ما يُطلق على هذا المجال «إلكترونيات جزيئية»، إلا أن هذا المصطلح يُستخدم أيضًا للإشارة إلى المجال ذي الصلة البعيدة للبوليمرات الموصلة والإلكترونيات العضوية، التي تستخدم خواص الجزيئات للتأثير على الخواص الكتلية للمادة. اقتُرح تمييز التسمية بحيث تشير المواد الجزيئية للإلكترونيات إلى هذا المجال الأخير للتطبيقات الكتلية، بينما تشير الإلكترونيات جزيئية القياس إلى تطبيقات نانوية للجزيئات المفردة التي تُعالج ضمن هذا المجال.

## مفاهيم أساسية
صُنعت الإلكترونيات التقليدية من المواد الكتلية (المواد الصلبة). خضع أداء الدارات المتكاملة وتعقيدها للنمو الأسّي، منذ اختراعها في عام 1958، وهو الاتجاه الذي أُطلق عليه قانون مور، مع تقلص أحجام السمات للمكونات المدمجة وفقًا لذلك. كلما تقلصت الهياكل، تزداد حساسية الانحرافات. في بضعة أجيال تقنية، عندما يصل الحد الأدنى لأحجام الميزات إلى 13 نانومتر، يجب التحكم في تركيب الأجهزة بدقة بضع ذرات لكي تعمل الأجهزة. مع ازدياد الطلب على النظم الكتلية وغلائها مع اقترابها من القيود الملازمة، وُلدت الفكرة القائلة بأن المكونات يمكن أن تُنتج ذرة بذرة في مختبر الكيمياء (طريقة من الأسفل إلى الأعلى) وذلك بشكل مخالف لطريقة إخراجها من المواد الكتلية (طريقة من الأعلى إلى الأسفل). هذه هي الفكرة الكامنة وراء الإلكترونيات الجزيئية، حيث يجري احتواء التصغير النهائي في جزيئات مفردة.
في الإلكترونيات أحادية الجزيء، تُستبدل المادة الكتلية بجزيئات مفردة. بدلًا من تشكيل الهياكل عن طريق إزالة أو تطبيق المواد حسب النموذج المقترح، تُجمَّع الذرات معًا في مختبر الكيمياء. وبهذه الطريقة، تُنتج مليارات المليارات من النسخ في وقتٍ واحد (عادةً ما تُصنع أكثر من 1020 جزيئات في وقتٍ واحد) بينما يُتحكَّم في تكوين الجزيئات وصولًا إلى آخر ذرة. تحتوي الجزيئات المستخدمة على خصائص تشبه المكونات الإلكترونية التقليدية مثل الأسلاك أو الترانزستورات أو المقومات.
تُعتبر الإلكترونيات أحادية الجزيء مجالًا ناشئًا، وما زالت الدارات الإلكترونية بأكملها التي تتكون حصريًا من المركبات ذات الحجم الجزيئي بعيدة عن التطبيق. ومع ذلك، فإن الطلب المتواصل على المزيد من الطاقة الحاسوبية، إلى جانب القيود الملازمة لها في الأساليب الليثوغرافية اعتبارًا من عام 2016، يجعل عملية الانتقال أمرًا لا مفر منه. ينصب التركيز حاليًا على اكتشاف الجزيئات ذات الخصائص المثيرة للاهتمام وإيجاد طرق للحصول على موصلات موثوقة وقابلة للتكرار بين المكونات الجزيئية والمواد الكتلية الصلبة للأقطاب الكهربائية.

## الأساس النظري
تعمل الإلكترونيات الجزيئية في عالم الكم لمسافة أقل من 100 نانومترًا. يُلاحظ أن التصغير إلى جزيئات مفردة يخفض من المقياس إلى نظامٍ تصبح فيه التأثيرات الكمومية هامة وضرورية. في المكونات الإلكترونية التقليدية، يمكن وضع الإلكترونات أو سحبها بشكلٍ أو بآخر مثل التيار المستمر للشحنة الكهربائية. في المقابل، يغير انتقال إلكترون واحد في الإلكترونيات الجزيئية، النظام بشكل كبير. على سبيل المثال، عندما يُنقل إلكترون من مصدر القطب إلى جزيء، يُشحن الجزيء، ما يزيد من صعوبة انتقال الإلكترون التالي. يجب حساب كمية الطاقة الكبيرة الناتجة عن الشحن عند إجراء حسابات حول الخصائص الإلكترونية اللازمة للإعداد، وهي حساسة للغاية للمسافات إلى أسطح التوصيل القريبة.
تُعتبر نظرية الأجهزة أحادية الجزيء مثيرة للاهتمام بشكلٍ خاص لأن النظام قيد البحث هو نظام كمومي مفتوح غير متوازن (مدفوعًا بالجهد الكهربائي). في نظام الجهد المنخفض الانحياز، يمكن تجاهل الطبيعة غير المتوازنة للوصل الجزيئي، ويمكن حساب سمات الجهد الحالي للجهاز باستخدام الهيكل الإلكتروني لتوازن النظام. ومع ذلك، في أنظمة الانحياز الأقوى، يتطلب الأمر معالجة أكثر تطورًا، حيث لم يعد هناك وجود لمبدأ المتغيرات. في حالة الأنفاق المرنة (حيث لا يتبادل الإلكترون العابر الطاقة مع النظام)، يمكن استخدام الصيغة الشكلية لِرولف لانداور لحساب الإرسال عبر النظام كدالة لجهد الانحياز، وبالتالي التيار. في الأنفاق غير المرنة، طُورت صيغة شكلية ممتازة تعتمد على دوال غرين غير المتوازنة التابعة لِليو كادانوف وغوردن بايم، وطُورت بشكل مستقل الصيغ التابعة لِيونيد كيلديش من قبل نيد وينغرين وَيغال مير. استُخدمت صيغة مير-وينغرين لتحقيق نجاح كبير في مجتمع الإلكترونيات الجزيئية لدراسة الحالات الأكثر صعوبة وإثارة حيث يتبادل الإلكترون العابر الطاقة مع النظام الجزيئي (على سبيل المثال من خلال اقتران الإلكترون-فونون أو الإثارة الإلكترونية).
وعلاوة على ذلك، يثبت ربط الجزيئات المفردة بشكل موثوق بدارة ذات نطاق أوسع أنه تحدٍ كبير، ويشكل عائقًا كبيرًا أمام التسويق التجاري.

## أمثلة
من الشائع أن للجزيئات المستخدمة في الإلكترونيات الجزيئية هياكل تحتوي على العديد من الروابط المزدوجة والفردية المتناوبة. يجري ذلك لأن هذه الأنماط تزيل المدارات الجزيئية، ما يجعل من الممكن للإلكترونات أن تتحرك بحرية فوق منطقة الارتباط.

### الأسلاك
الغرض الوحيد من الأسلاك الجزيئية هو التوصيل الكهربائي لأجزاء مختلفة من دارة كهربائية جزيئية. نظرًا لأن تجميعها وعلاقتها بالدارة الماكروسكوبية لا تزال غير متقنة، يكمن تركيز البحث في مجال الإلكترونيات أحادية الجزيء بشكل أساسي على الجزيئات الوظيفية: تتميز الأسلاك الجزيئية بعدم احتوائها على مجموعات وظيفية وبالتالي فهي تتألف من تكرارات بسيطة للمكون الأساسي المترافق. ومن بين هذه الأنابيب النانوية الكربونية الكبيرة جدًا مقارنةً بالاقتراحات الأخرى ولكنها أظهرت خصائص كهربائية واعدة جدًا.
المشكلة الرئيسية في الأسلاك الجزيئية هي الحصول على اتصال كهربائي جيد مع الأقطاب الكهربائية بحيث يمكن للإلكترونات التحرك بحرية داخل وخارج السلك.

### الترانزستورات
تختلف الترانزستورات أحادية الجزيء اختلافًا جذريًا عن تلك المعروفة بالإلكترونيات الكتلية. تحدد البوابة الموجودة في ترانزستور تقليدي (تأثير الحقل) التوصيل بين منبع ومصب الأقطاب الكهربائية من خلال التحكم في كثافة ناقلات الشحنة بينهما، بينما تتحكم البوابة في ترانزستور أحادي الجزيء في إمكانية انتقال إلكترون واحد إلى داخل الجزيء عن طريق تعديل طاقة المدارات الجزيئية. أحد آثار هذا الاختلاف هو أن الترانزستور أحادي الجزيء تقريبًا ثنائي: إما أنه يعمل أو لا يعمل. هذا يعارض نظرائه الكتلية، والتي لها استجابات مضاعفة لجهد البوابة.
إن تقدير الشحنة في الإلكترونات هو المسؤول عن السلوك المختلف بشكل ملحوظ مقارنةً بالإلكترونيات الكتلية. نظرًا لحجم جزيء واحد، يكون الشحن الناتج عن إلكترون واحد مهمًا ويوفر وسيلة لتشغيل أو إيقاف تشغيل الترانزستور. ولكي ينجح ذلك، لا يمكن دمج المدارات الإلكترونية الموجودة على جزيء الترانزستور جيدًا مع المدارات الموجودة على الأقطاب الكهربائية. إذا كان الأمر كذلك، لا يمكن القول أن الإلكترون يقع على الجزيء أو الأقطاب الكهربائية وسيعمل الجزيء بمثابة سلك.
المجموعة الشائعة من الجزيئات، التي يمكن أن تعمل كمادة لقناة أشباه الموصلات في الترانزستور الجزيئي، هي الفينيلينات قليلة البوليفينيلين (أو بّي في) التي تعمل بواسطة آلية درج الكولوم عند وضعها بين المنبع والقطب الكهربائي بطريقة مناسبة. يعمل الفوليرين بنفس الآلية ويُستخدم أيضًا بشكل شائع.
كما ثبت أن أنابيب أشباه الموصلات الكربونية النانوية تعمل بمثابة مواد لتصنيع القناة، لكن على الرغم من كونها جزيئية، إلا أن هذه الجزيئات كبيرة بما يكفي لتتصرف كأشباه موصلات كتلية كبيرة.
يجعل حجم الجزيئات، ودرجة الحرارة المنخفضة للقياسات الجاري إجراؤها، الحالات الميكانيكية الكمية محددة بشكلٍ جيد. وبالتالي، يُبحث فيه إذا كان يمكن استخدام الخواص الميكانيكية الكمومية لأغراض أكثر تقدمًا من الترانزستورات البسيطة (مثل الإلكترونيات الدورانية).
صمم علماء الفيزياء في جامعة أريزونا، بالتعاون مع الكيميائيين من جامعة مدريد، ترانزستور أحادي الجزيء باستخدام جزيء على شكل حلقة يشبه البنزين. صمم علماء الفيزياء في المعهد الوطني الكندي لتقنية النانو، ترانزستور أحادي الجزيء باستخدام الستايرين. تتوقع كلتا المجموعتين أن تعمل أجهزتها في درجة حرارة الغرفة، وأن يجري التحكم فيها بواسطة إلكترون واحد.